# متحف كوسوفو
متحف كوسوفو ((بالألبانية: Muzeu i Kosovës)‏، (بالصربية: Музеј Косова)‏) هو المُتحف الوطني وأكبر مُتحف في كوسوفو، ويقع في العاصمة بريشتينا. تأسس المُتحف عام 1949، أما مبنى المتحف فقد تم بناؤه سنة 1889 وتم تصميمه وفقًا للهندسة المعمارية النمساوية المجرية وقد كان مُخططا للمبنى أن يحتضن مقر القيادة العسكرية العليا في ذلك الوقت.

## معرض صُور

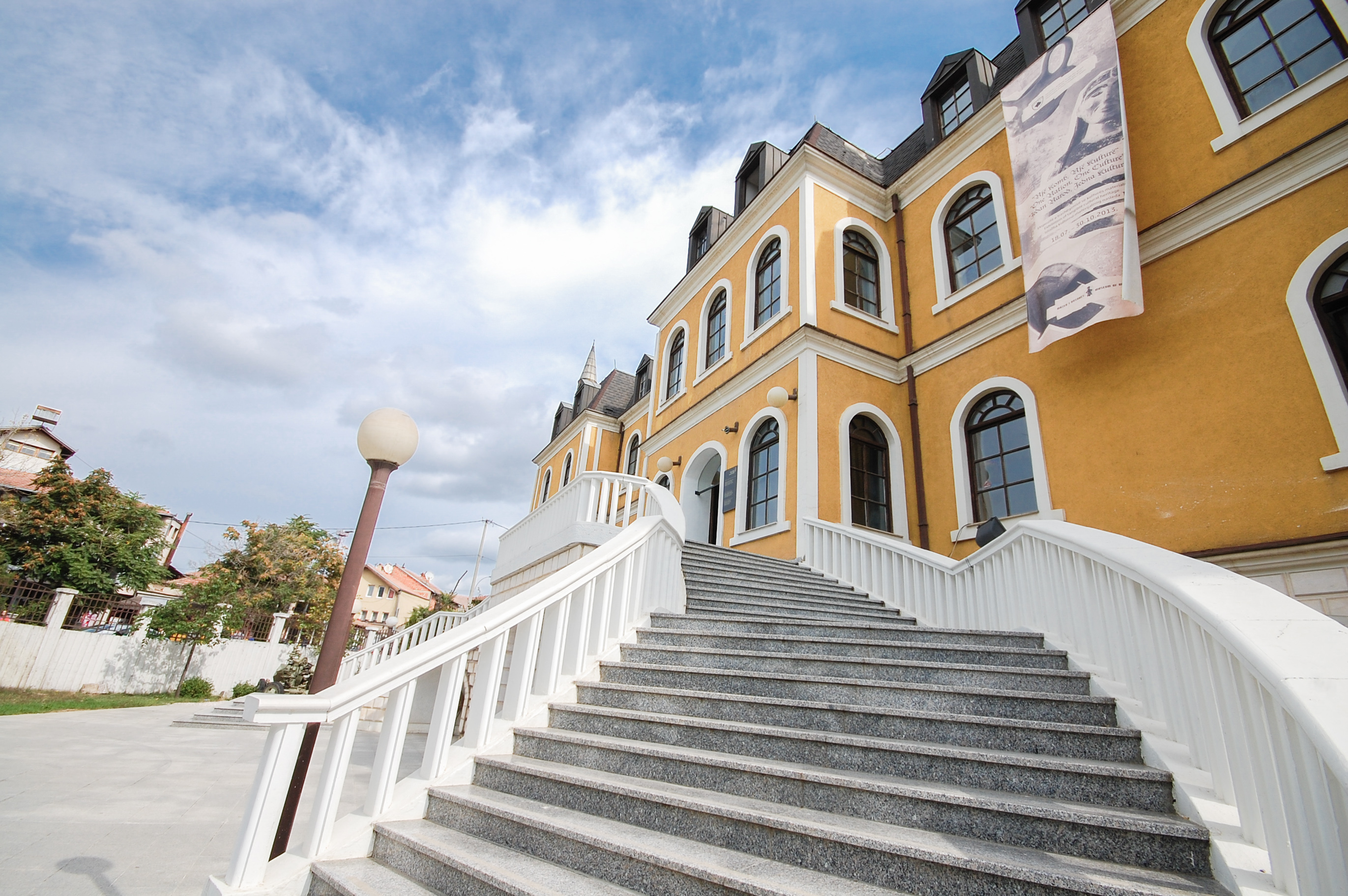
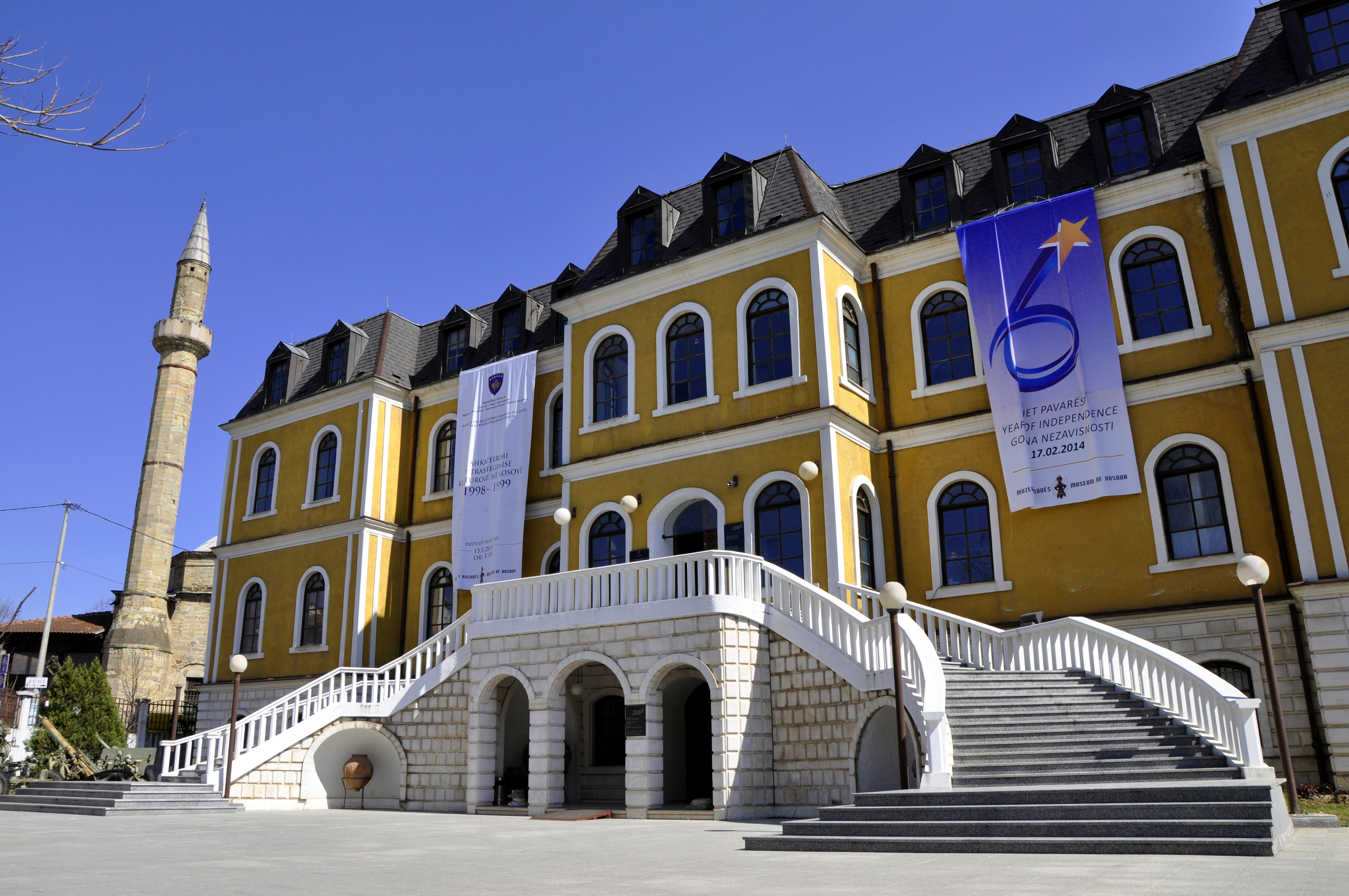
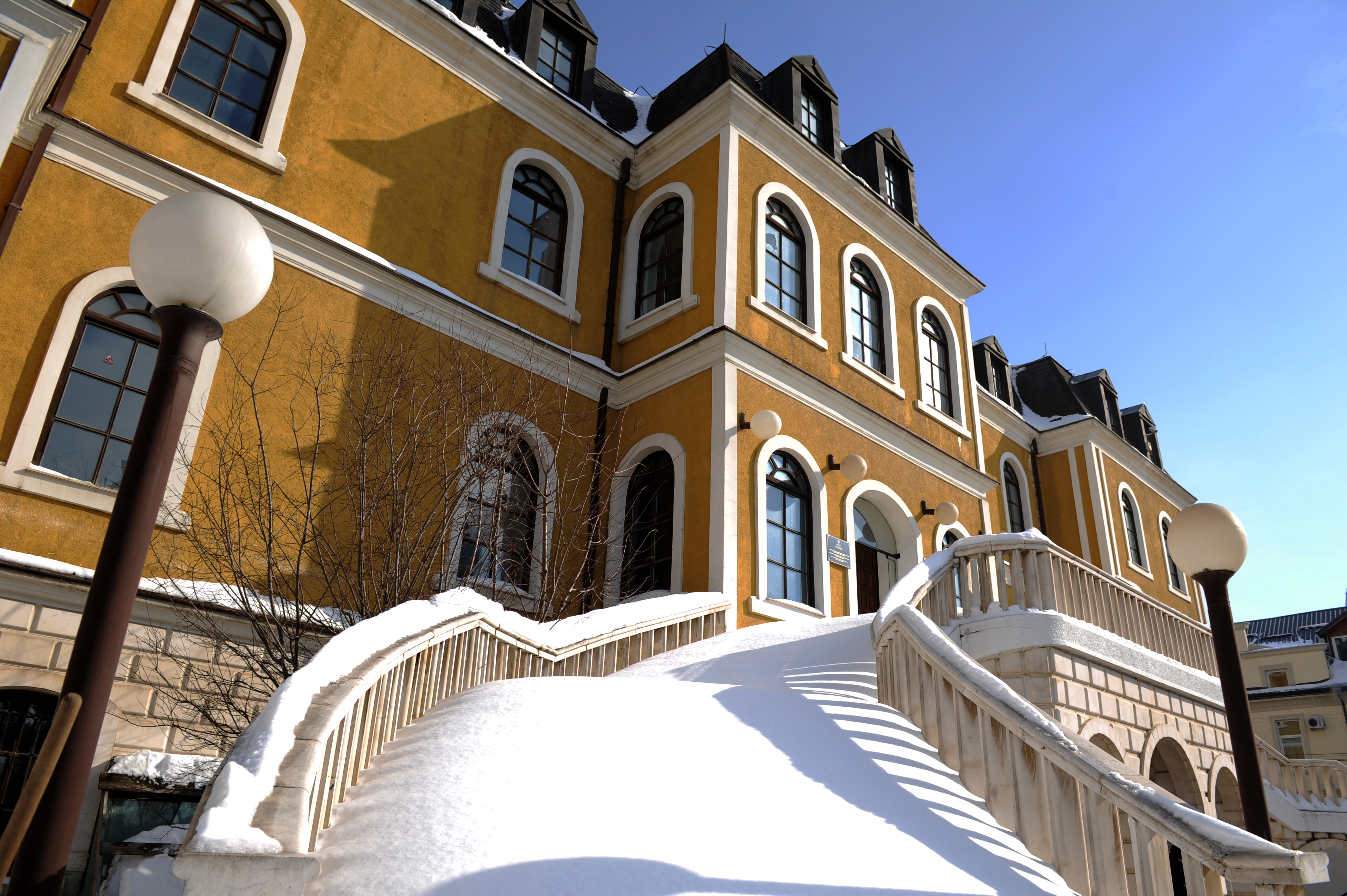
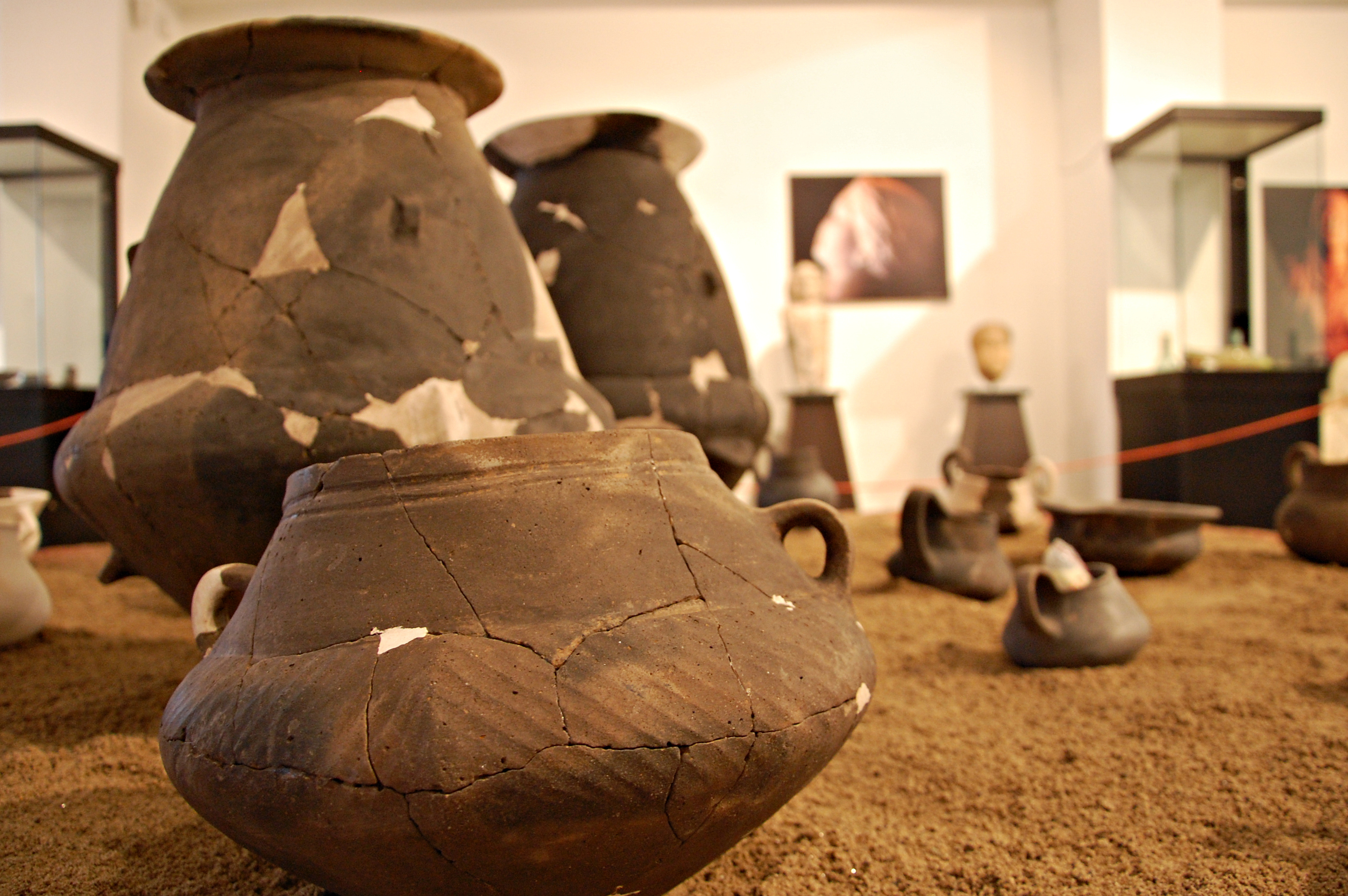
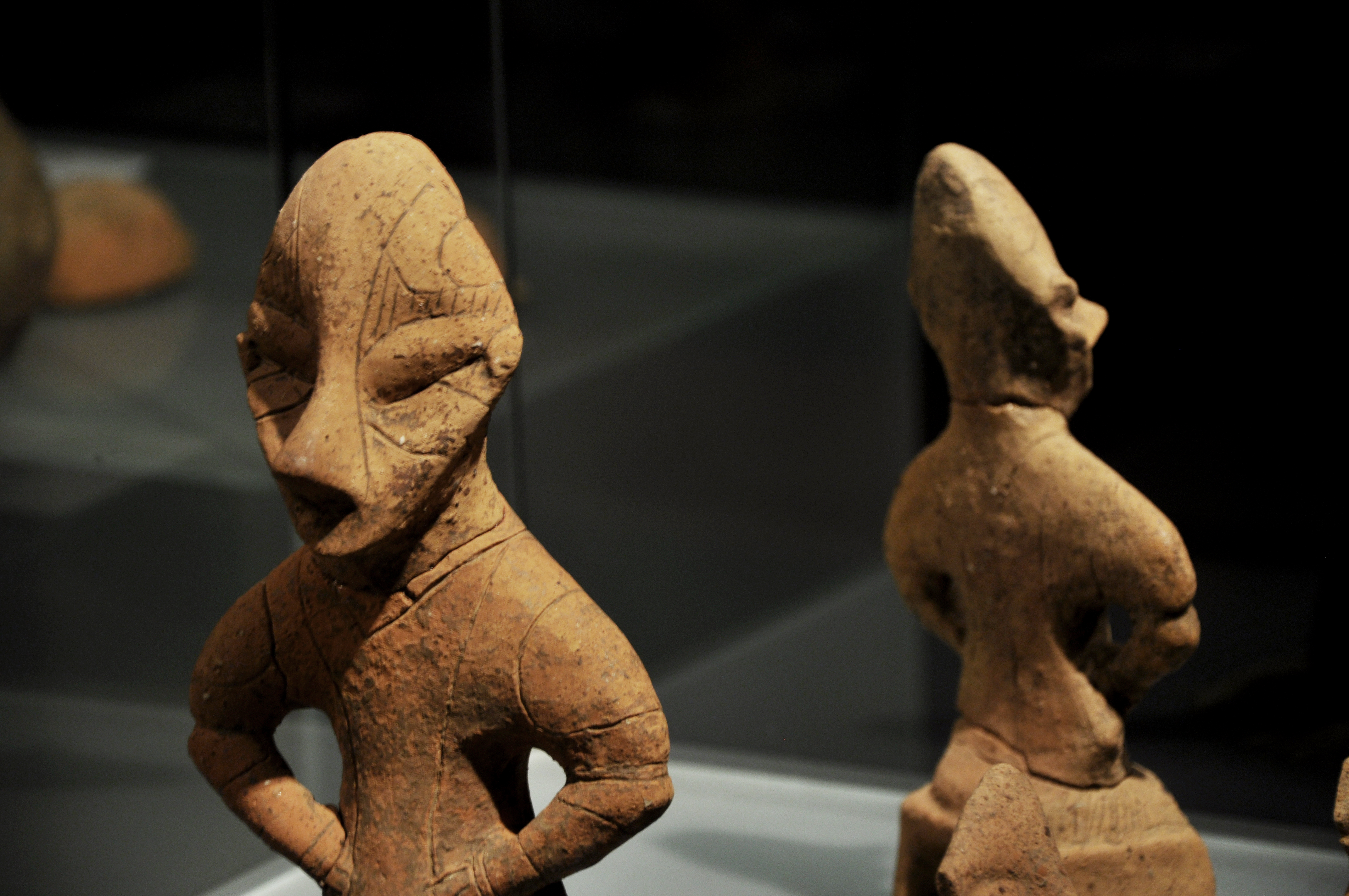
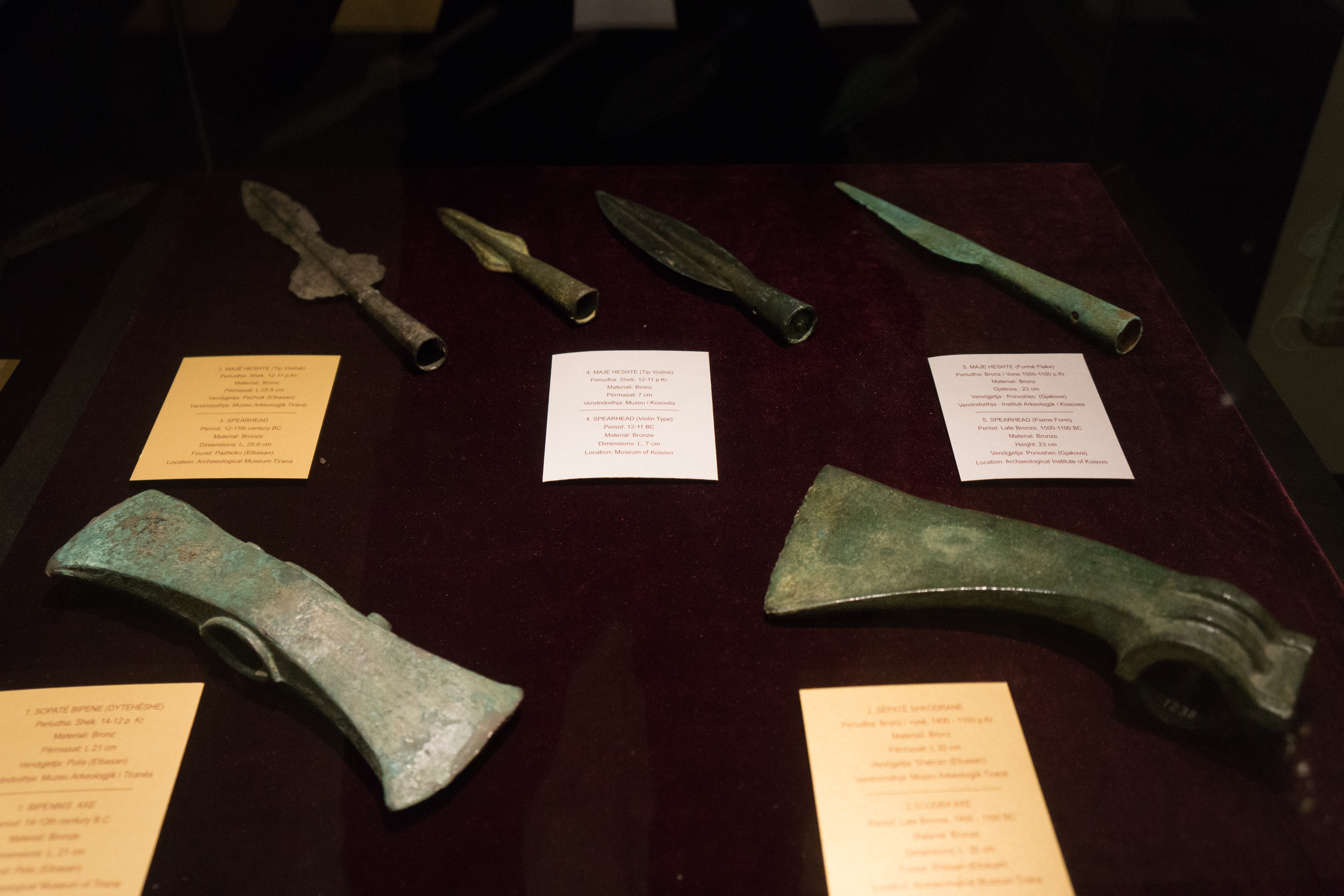
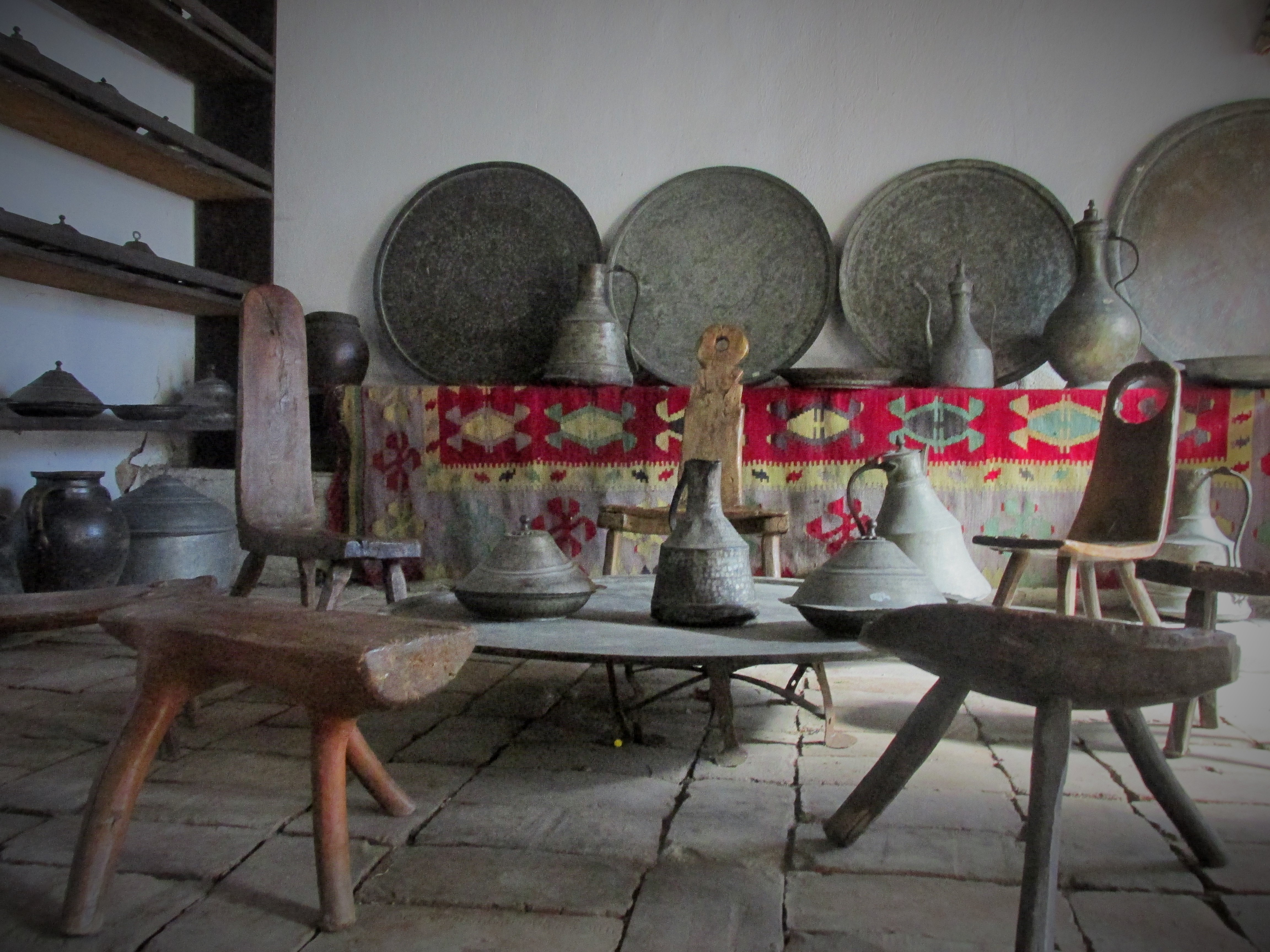